# ريتشارد مارتن (مخرج)
ريتشارد مارتن هو مونتير ومخرج كندي، ولد في 12 أبريل 1956.

## وصلات خارجية
- ريتشارد مارتن على موقع IMDb (الإنجليزية)
- ريتشارد مارتن على موقع ألو سيني (الفرنسية)
- ريتشارد مارتن على موقع أول موفي (الإنجليزية)
- ريتشارد مارتن على موقع قاعدة بيانات الأفلام السويدية (السويدية)
- ريتشارد مارتن على موقع قاعدة بيانات الفيلم (الإنجليزية)
- ريتشارد مارتن على موقع كينوبويسك (الروسية)